# Зеленський Євгеній Олександрович
Євге́ній Олекса́ндрович Зеле́нський (28 січня 1991, Потсдам, Німеччина — 24 червня 2014, Київ, Україна) — український військовик, командир спецгрупи 8-го полку спецпризначення оперативного командування «Північ» Сухопутних військ Збройних сил України, старший лейтенант. Герой України.

## Біографія
Народився в німецькому місті Потсдам у родині військовослужбовця, офіцера спецназу. Батько, полковник Олександр Олександрович Зеленський, все життя віддав військовій розвідці.
Навчався в загальноосвітній школі № 3 міста Бровари Київської області, пізніше переїхав до Києва і закінчив спеціалізовану школу № 148 імені Івана Багряного з поглибленим вивченням української мови та літератури.
Після закінчення школи вступив на факультет аеромобільних військ та розвідки Академії сухопутних військ імені гетьмана Петра Сагайдачного. У 2012 р. закінчив Академію за спеціальністю «Управління діями підрозділів військової розвідки та спеціального призначення».
Як один з найкращих випускників академії мав право самостійно обирати місце служби. Обрав 8-й окремий полк спеціального призначення оперативного командування «Північ» Сухопутних військ України (військова частина А0553, місто Хмельницький.), де колись проходив свою службу його батько. Був призначений командиром спеціальної групи.
З початком російсько-української війни в березні 2014 р. з групою вирушив на схід для прикриття державного кордону та запобігання проникненню ворожих розвідувально-диверсійних груп на українську територію. З перших днів брав участь у бойових діях.
17 червня 2014 р. підчас боїв за місто Щастя Луганської області у ході антитерористичної операції на сході України групі Євгенія Зеленського у складі 5 осіб було поставлено завдання визволити з оточення групу батальйону «Айдар». Групі вдалося витягти айдарівців і вивезти їх до своїх. Група потрапила в засідку під час відходу. Зеленський до останнього прикривав бійців вогнем з автомата під сильним обстрілом терористів, надав їм можливість перегрупуватися. Група відбила напад, чотири солдати вижили, але командир зазнав уламкових поранень голови, несумісних з життям, від пострілу з реактивного протитанкового гранатомета в БТР-80, з броні якого він вів вогонь.
За 7 днів помер від ран у реанімаційному відділенні Головного військового клінічного госпіталю (м. Київ).
Похований у Києві на Совському кладовищі.

## Державні нагороди
- Звання Герой України з удостоєнням ордена «Золота Зірка» (23 серпня 2014) — за героїзм і самопожертву, виявлені у захисті територіальної цілісності Української держави, вірність військовій присязі (посмертно)[4]

## Вшанування пам'яті
- У 2014 році Укрпошта до Дня Збройних Сил України випустила художній маркований конверт серії «Героям Слава!», присвячений Герою України старшому лейтенанту Євгенію Зеленському.[5]
- У грудні 2014 року в школі № 3 міста Бровари, де навчався Зеленський, відкрили меморіальну дошку на честь полеглого.[6][7]
- 25 квітня 2015 року в Голосіївському районі міста Києва на будинку за адресою вул. Трутенка, 3-Г урочисто відкрито меморіальну дошку Герою України старшому лейтенантові Євгенію Зеленському.[8]
- 29 квітня 2015 року у спеціалізованій школі І—ІІІ ступенів № 148 імені Івана Багряного з поглибленим вивченням української мови та літератури міста Києва урочисто відкрито меморіальну дошку на честь вшанування пам'яті про Героя України, випускника навчального закладу.[9][10]
- 25 грудня 2015 року на честь загиблого військовика назвали одну із вулиць Броварів.[11][12]